# Karády Katalin
Karády Katalin, született Kanczler Katalin Mária, (Budapest, Kőbánya, 1910. december 8. – New York, 1990. február 7.) magyar színésznő, sanzonénekes.
Ahogyan az Új Magyar Filmlexikon is megírja, Karády Katalin az 1940-es évek elején készült magyar filmek dekoratív megjelenésű, kedvelt, amerikai értelemben vett sztárja volt. Népszerűségét nemcsak filmszerepeinek, különleges, búgó hangjának köszönhette, hanem erotikus légkört árasztó egyéniségének.
Leghíresebb szerepe a Halálos tavasz Ralben Editje volt és a Forró mezők című Móricz Zsigmond-adaptáció titokzatos Vilmája. Zilahy Lajos több filmjében szuggesztíven formálta meg a főhősnőt. A kor legnagyobb férfisztárjaival (Jávor Pál, Páger Antal, Szilassy László, Nagy István és Ajtay Andor) szerepeltették együtt.

## Életpályája
Kőbányán, a Százados úti lakónegyedben, egy hétgyermekes kispolgári családban, rendkívüli szegénységben nőtt fel. Anyja Lőrinc Rozália, apja Kanczler Ferenc cipészmester, egy agresszív despota volt, aki szíjjal verte gyerekeit. Katalin egy, az első világháború utáni korra jellemző akció keretében öt éven át külföldön – Svájcban, illetve Hollandiában – nevelkedett. Hazatérése után a Kereskedelmi Leányiskola tanulója lett, a környék legszebb lányának tartották. Külföldön szerzett nyelvtudásával, visszafogott öltözködésével és tisztaságigényével kissé kilógott a külterületi tanintézet diákjai közül.
1930. augusztus 4-én, apja halála után, férjhez ment a nála tizennyolc évvel idősebb Varga András Rezső adóhivatali vámtiszthez, de 1933. május 12-én – a férj javaslatára – elváltak.
Színészi tanulmányait 1936-ban kezdte: Tarnay Ernőtől, majd Bárdos Artúrtól vett órákat. A fiatal szépséget Egyed Zoltán újságíró-laptulajdonos fedezte fel egy budai mulatóban, tőle származik a jól csengő Karády művésznév is. Ugyancsak Egyed mutatta be a rendező Csathó Kálmán feleségének, Cs. Aczél Ilonának. Az egykor ünnepelt színésznő tanodájában töltött három év alatt a színészi szakma alapjain és az éneklésen túl megtanították öltözködni és viselkedni is.
Felfedezője s egyben első menedzsere Egyed Zoltán volt. Első fellépésére a harmincas évek végén, Jób Dániel színházában, Somerset Maugham Az asszony és ördög című darabjában került sor. 1939–1941 között a Pesti és a Vígszínházban lépett fel különböző szerepekben.
Első mozifilmje, a Halálos tavasz sikerét követően a kor ünnepelt dívája, szexszimbólum lett. Erotikusan búgó, bársonyos hangjával, erős, szuverén, a „végzet asszonya” karakterével szinte megigézte a férfiakat.
Kilenc év alatt húsz filmfőszerepben láthatta őt a magyar közönség, de két rövidfilmet is leforgattak vele.
Fellépésével indult be teljes gőzerővel a sztárképzés magyar intézményrendszere – a tömegmédiumok a hollywoodi sztárokéhoz hasonló imázst teremtettek neki. Öltözködését, kalapjait, hajviseletét, viselkedését fiatal nők ezrei igyekeztek utánozni. Rajongói klubokba tömörültek.

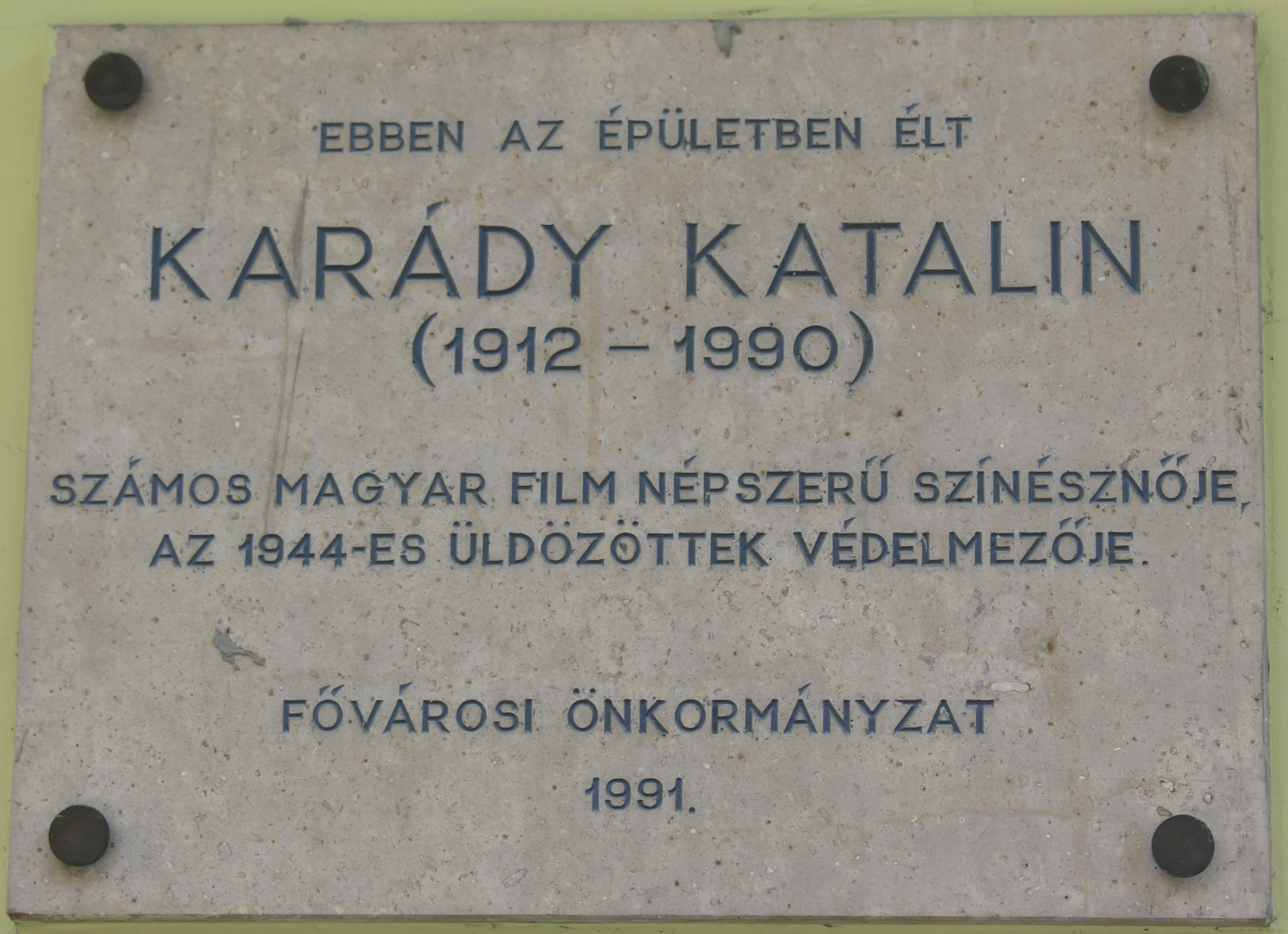
Karády Katalin emléktáblája egykori lakhelyén, a Nyáry Pál utca 9. szám alatt

Karády Katalin magánéletét titkok és pletykák övezték, egyesek férfifalónak, mások leszbikusnak tartották. Gyengéd szálak fűzték Horthy Miklós náciellenes kémfőnökéhez, Ujszászy István tábornokhoz, aki el is jegyezte, s megvásárolta neki a budai XII. kerületben, a Művész út 6. szám alatt álló villát. (Az épület a kilencvenes években Antall József, majd Horn Gyula miniszterelnök lakóhelye volt.)
Mivel dalszövegírói között több zsidó származású volt – mint például G. Dénes György, azaz Zsüti – és szerződéseinek és adóügyeinek intézésére is egy zsidónak minősülő személyt alkalmazott, Karádyt az úgynevezett zsidókapcsolatai miatt nemcsak a sajtó, hanem a színészkamara felől is egyre több támadás érte. A szélsőjobboldali lapok egyenesen a „zsidótörvényt kijátszó” Karády ellen uszítottak.
A német megszállást követően Karádyt fokozatosan ellehetetlenítették. Dalait letiltották a Magyar Rádióból, Machita című filmjét levették a műsorról. Filmjei és dalai betiltása indokául azt hozták föl, hogy a „a magyar néplélektől idegen alkotások”. Elkezdett, Gazdátlan asszony című, új filmjének forgatása is leállt (később helyette Simor Erzsivel forgatták le). 1944. április 18-án, a szövetségeseknek való kémkedés vádjával tartóztatta le a Gestapo. Három hónapig tartották fogva, megkínozták, fogait kiütötték, kis híján agyonverték. A fogságból Ujszászy vezérőrnagy barátai szabadították ki. Lakását kifosztva találta, fizikailag és lelkileg egyaránt rendkívül megviselték ezek a hónapok; szinte csak vőlegénye viszontlátásának reménye tartotta életben.
Tragikus egyéni sorsa ellenére sem szűnt meg embernek lenni: a nyilasoknak ékszereket és aranyat adva a Duna-parton egy egész gyerekcsapatot mentett meg a kivégzéstől. A gyerekeket (köztük Gömöri Jánost) a lakására vitte, és a háború végéig gondozta őket.
1945 nyarán, egy Moszkvából visszatérő ismerőse azt közölte, hogy Ujszászyt meggyilkolták. Bár a tábornok a később nyilvánosságra került dokumentumok tanúsága alapján ekkor még életben volt, Karády halottnak hitte szerelmét, idegösszeomlást kapott, kilenc hónapig ágyban feküdt.

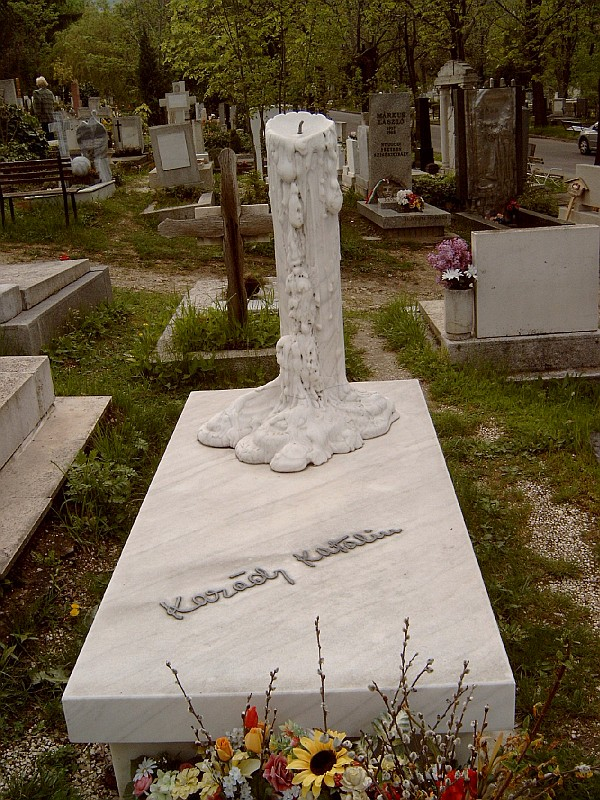
Karády Katalin sírja Budapesten. Farkasréti temető: 22/1-1-8. Fekete Tamás alkotása

Zilahy Lajossal együtt alapító tagja lett a Magyar–Szovjet Művelődési Társaságnak. Ekkor lemezre vett több orosz témájú dalt. Ilyen volt a Katyusa, a Csendes az éj (Тёмная ночь) Szép ez az éj címmel és a Gyévuska. A dalt egyébként Mezey Mária is elénekelte, de a hatalomnak nem tetszett a dal túlzottan vallásos vonatkozása.
A második világháború után fokozatosan mellőzötté vált. A pálya szélére szorult. 1945–48 között még az Operettszínház foglalkoztatta, több operett főszerepét is eljátszotta: Maya (1945), Sybill (1945), Fekete liliom (1946), Vera és családja (1947), Bál a Savoyban (1948). Az újrainduló magyar filmgyártás viszont már nem számolt vele. 1947-ben szerepelt ugyan a Betlehemi királyok című rövidfilmben, majd játszott még az 1948-as Forró mezőkben, de ez már az utolsó filmje volt. A kommunizmusban nem jutott hely a Horthy-korszak ünnepelt sztárjának. 1949-ben a hivatalos kultúrpolitika betiltotta a filmjeit, ő maga pedig nem léphetett fel többé budapesti nagyszínházban.
Nehezen viselte a mellőzöttséget, a vidéki kultúrházak részeg közönségét, amely kifütyülte. 1950 nyarán, Gobbi Hilda közbenjárására még felléphetett a Fővárosi Nagycirkuszban megrendezett Színészek a porondon című esztrádműsorban. Valószínűleg ez volt a legutolsó budapesti fellépése. Ezután már csak vidéken szerepelhetett. Utolsó magyarországi fellépése 1950 őszén, Kecskeméten volt, ahol – saját nyilatkozata szerint – a közönség kifütyülte, és sörösüvegekkel dobálta meg.
1951-ben végleg elhagyta Magyarországot. Február 18-án érkezett Szombathelyre és a Kovács Szállóban (későbbi nevén Savaria Nagyszállóban) egy másik személlyel szállt meg.
Fellépését követően Frank Irma barátnőjével és Mohácsi Ilona öltöztetőnőjével, valamint Lantos Olivérrel, a korszak híres táncdalénekesével és egy nardai embercsempésszel elindult az osztrák határ felé. Dozmaton csatlakozott hozzájuk még egy nardai személy, akik segítségével Felsőcsatár és Narda között, a téglaégetőnél átlépte az államhatárt. Pihenőt az osztrák oldalon fekvő Csémnél tartottak egy fogadásukra felkészült házban. Két nap múlva, február 20-án érkezett meg Grazba. Itthon maradt rokonai nagyon megszenvedték ezt. Elvették házukat, kitelepítették őket, édesanyja bele is halt a megaláztatásokba.
Először az ausztriai Salzburgba, majd Svájcba költözött. Ott sem volt sokáig maradása, egy év leteltével Brüsszelbe ment tovább. 1953-ban Brazíliába, São Paulóba költözött, divatáruüzletet nyitott. 1968-ban megkapta az amerikai vízumot, s New Yorkban telepedett le, ahol kalapszalont vezetett a Madison Avenue-n. Bár az Egyesült Államokban elvállalt néhány fellépést, és lemezei is megjelentek, alapvetően visszavonultan élt. Az emigrációba kényszerült színésznő az amerikai magyarság egyik emblematikus figurájává vált és a diaszpórában élő magyarok elkötelezett támogatója volt.
Médiaszerepléseket nem vállalt. Sándor Pál filmrendezőnek azonban 1979-ben mégis sikerült vele töltenie másfél napot New Yorkban, ám az interjú során közeli képeket nem készíthetett róla. Karády ebben az exkluzív interjúban beszélt magyarországi megaláztatásairól („Megszűnt a sztárrendszer, Karády fölösleges volt.”), valamint magánélete egyes fejezeteit is felfedte. Többek közt beszélt arról, hogy első házasságát 17 évesen kötötte egy hivatalnokkal, ám két év múlva már el is váltak. Az exkluzív és egyben utolsó Karády-interjút 2005-ben, az RTL Klub XXI. század című műsorában adták le.
Neve egy teljes generáció előtt ismeretlen maradt az óhazában. Amikor azonban 1979-ben megjelent archív felvételeket tartalmazó lemeze, 400 000 példány kelt el belőle.
Hetvenedik születésnapja alkalmából (1980-ban) Magyarországra hívták. Stílszerűen csak egy kalapot küldött maga helyett.
1989. november 17-én Vitray Tamás Telefere című műsorában telefonon beszélgetett vele pár percig, melyben 1990 márciusa felé tervezett magyarországi látogatásáról is említést tesz.
1990. február 8-án bekövetkezett halála után, 19-én, Budapesten, a Szent István-Bazilikában ravatalozták fel, majd a Farkasréti temető 22/1-es parcellájában helyezték örök nyugalomra.

## Fontosabb filmjei
Filmes pályafutását 1939-ben rögtön „telitalálattal” kezdte: a Halálos tavasz a magyar film noir egyik kiemelkedő darabja.
A háború közelsége miatt a komorabb hangvételű filmekre is fogékonyabbá vált nézők megborzonghattak az öngyilkosságba torkolló végzetes szerelmen, Karády Katalin pedig elénekelhette pályája talán legnagyobb sikerdalát, az Ez lett a vesztünk kezdetű, Nadányi Zoltán költeményére írt dalt. A film krónikája című filmtörténeti összegző munka azt emeli ki a Halálos tavasszal kapcsolatban, hogy a mai néző már megdöbben azon, hogy egy vetkőző nő és meztelenségének egy pillanatra felvillanó tükörképe mekkora szenzáció volt, de a készítés idején már maga ez a tabudöntögető merészség megalapozhatta egy színésznő sztárstátuszát.
A bemutatkozás tehát jól sikerült. Ahogyan azt azt a Nemzeti Filmintézet megállapítja, Karády már ebben az első filmjében is a végzet asszonyaként tűnik föl, aki titokzatos vonzerejével és bús melódiáival filmbéli partnereit és a mozilátogatókat egyaránt képes magához láncolni.
Az Erzsébet királyné című filmben a címszereplőt keltette életre. Király Jenő filmtörténész szerint Karády melankóliája, fegyelmezettségbe fojtott elvágyódása jól áll a királynénak. Izgalmasabb a Karády-féle Sisi, mint a Romy Schneideré – állítja Király Jenő.
A szűz és a gödölye című filmben Bajor Gizivel játszik együtt. Ő egy széthulló polgári család meglehetősen laza erkölcsű tagját alakítja, Bajor Gizinek pedig a család őrangyalának szerepe jut. Közös munkájukról Kelecsényi László filmtörténész így ír: „Karády mellékszereplővé, majdnem nevetségessé tette A szűz és gödölyében mellette játszó Bajor Gizit, akit rátermettség dolgában nem lehet vele egy napon említeni, de a filmszínészi játékról még kevesebb fogalma volt, mint Karádynak”.
Az első magyar sci-fiben, a Szíriusz című Herczeg Ferenc-filmadaptációban is szerepet kapott. Szilassy László oldalán Rosinát, a velencei énekesnőt keltette életre. (Pontosabban: Karády Katalin kettős szerepben látható, hiszen nemcsak a múlt Rosina Beppóját, hanem a jelen Rózáját, a feltaláló Sergius professzor lányát is ő alakítja.)
Filmjei közül kiemelkedik még a Külvárosi őrszoba. Szintén A film krónikája jegyzi azt meg ennek a filmnek a kapcsán, hogy készítőinek szándékai szerint egy angyalföldi rendőr kalandjainak bemutatásával arra lett volna hivatott, hogy a férfifőszereplő: Nagy István rokonszenvesnek megrajzolt alakján keresztül népszerűsítse a rendőrséget. Nagy István azonban túl erős ellenfelet kapott a kültelki kocsmák virága, a Karády-alakította Harmonikás Gizi személyében. Karády Katalin népszerűségét 1942-ben nem lehetett ellensúlyozni, így az eredeti koncepció billent, Karády által győzött „az alvilág vonzereje”.
Bár leginkább melodrámákban, film noir-okban foglalkoztatták, vígjátéki szerepeket is vállalt. Ilyen volt például a Makrancos hölgy című filmje, amely a korabeli sajtó megfogalmazása szerint alkalmat nyújtott Karádynak arra, hogy a címszerepben „tomboló temperamentumát és »életveszélyes« szekszepiljét kiélhesse”.
Említést kell tenni a Valamit visz a víz című filmről, illetőleg Karády abban megformált szerepéről, a misztikus, már-már a Jávor Pál játszotta férfifőhős: János képzeletének termékeként, azaz egy frusztrált férfi vágyainak kivetítéseként értelmezhető Anadáról. Karádynak ebben a filmjében visszafogott a játékstílusa, lefojtott érzelmeket jelenít meg. (Ugyanakkor a folyóból kimentett Anada is a femme fatale archetípushoz tartozik: feldúlja János családi boldogságát, a férfi meg akarja ölni miatta a feleségét, majd mikor lelepleződik, hogy már más férfiakat is kifosztott, kisemmizett és tönkre tett, Anada oda távozik, ahonnan jött: a folyóba merül.) Ebből a filmből sem hiányzik a Karády-dal. A film Szeretlek, mint… című betétdalának szövege József Attila Óda című költeménye alapján íródott.
A Forró mezők Vilmája már a váltást jelzi Karády pályáján. Itt már nem a „végzet asszonya”-ként jelenik meg, hanem egy folyamatosan bántalmazott, megtört nőt alakít.

## Róla írták
„Az a fajtájú női típus, amely még magyar színpadon nem is volt. Százszázalékosan és legelsősorban az van meg benne, amit szerintem Hollywoodban Marlene Dietrichből szerettek volna kicsiholni. Titokzatos, rejtélyes, izgató az egész lénye. Bestia típus, halálsugár és szivárvány, mert minden fantasztikus és örvénylő, veszett és megható káprázása mellett is gyerekes is, szóval: a Nő…” (Bajor Gizi színésznő)
„A színpadról szép, mély női orgánum ütötte meg a fülemet. Figyelni kezdtem. Értelmes, tiszta, magyar beszéd, jól hangsúlyozva. Ez már valami!” (Fedák Sári színésznő)
„Gyönyörű, bársonyos, puha, meleg mezzoszopránja van, amelynek érzéki timbre-je egyszerűen varázslatos hatású, és a tehetség főleg abban áll, hogy mindazt, amit sem megtanulni, sem tanítani nem lehet, ő máris tudja. Ezt hívjuk mi úgynevezett »Gesangstalent«-nek”. (Engel Béláné, Pest egyik legismertebb énektanára)
„Ki kell jelentenem, hogy ennél lélegzetelállítóbb szépség, ennél fantasztikusabb, örvénylően titokzatosabb arc még nem állott gépeim lencséi elé. Van valami ebben az oroszlán arcban és szemeinek foszforeszkáló zöld tekintetében, a mosolyában, a járásában, amire azt kell mondanom, hogy ilyen ma nincsen is. Szerintem, ha Hollywoodba kikerül, forradalmat fog csinálni.” (Angelo, a korszak egyik legnevesebb fotóművésze)
„Nagyon jó színpadi megjelenés, nyúlánk, elegáns alak, szép, meleg és kifejező hang a természetes adottságai. Játékával megmutatta, hogy nemcsak olyat tud adni, mint bármely más művésznő, hanem a magáéból, saját tulajdonából is van adnivalója.” (Schöpflin Aladár kritikus)
„Adottságai olyanok, hogy amit csinál, sem jónak, sem rossznak nem mondható. Egy nagy színésznő minden biológiai kelléke: sötét drámai test, indulatban föllobogó szemek, érzéki mosoly. A színészi öntudat s az önálló alakító erő azonban hiányzik. Mosolyog, villog – s mégsem játszik. Inkább színészi médium, mint színész.” (Németh László író)
„Karádyt valóságos hisztérikus népszerűség vette körül, fellépésének hírére megrohanták a színház pénztárát az emberek, és rendőröket kellett kivezényelni a rend fenntartására.” (Rátonyi Róbert színész)
„Szuggesztív szépsége, magas, sudár alakja, kis, ívelt orra, szép, formás szája mindenkiben csodálatot keltett. Arisztokratikus jelenség volt. Búgó, orgonaszerű hangjával mindenkit lenyűgözött. Nagyon jó előadó volt, ha énekelni kellett.” (Szepes Mária író)
„Karády Katalin a háborús évek legnépszerűbb énekes sztárja volt. Sláger-dizőze. Diákszoba-ideálja. „Nagy nősténye”, ha úgy tetszik. Nevével telefirkálták az ábrándok fehér lapjait, a mozgósító plakátkerítéseket és a vécéfalakat.” (Galsai Pongrác író)

## Karády, a színésznő – Karády, a jelenség
Karády Katalin színészi kvalitásaival, illetve filmjeinek értékével kapcsolatban mindig is erősen megoszlottak a vélemények. Már a korabeli kritikákból is jól kiolvasható, hogy az újságírók és kritikusok disszonanciát éreztek Karády szerepe és személye között, a kritikák – sztárról lévén szó – nemcsak és nem is elsősorban a színészi teljesítményével foglalkoztak, hanem azokba beszivárogtak pletykák és mítoszok.
A Karády-kultusznak a késő-Kádár-korszakban való feléledéskor is tükröződött ezt a megítélésben való kettősség, bizonytalanság. Az, hogy Karády több is és kevesebb is volt, mint színésznő.
Király Jenő filmesztéta a Karády mítosza és mágiája című könyvében (1989) „a Karády-varázs boszorkánykonyhájában” merül el és próbál meg magyarázatokat találni. Könyvében – a címéhez híven – nem arra keresi a választ, hogy Karády jó színésznő volt-e vagy sem, a filmjei jó filmek voltak-e vagy sem, hanem azt a rejtélyt próbálja megfejteni, hogy vajon mi predesztinálta arra Karádyt, hogy a magyar „film noir” legemblematikusabb nőidolja legyen. Rámutat, hogy Karády mindig ellentmondásos, ezért rejtélyesnek tetsző, nyugtalan, szomorú, sebzett és sebző, démonikus, egyben szűzies nőalakokat keltett életre, akik maguk sem ismerik önmagukat, s ösztönszerűen követik érzelmeiket – márpedig a korabeli mozinézők e figurákban magukra ismerhettek.
Látszólag ellentétes, ám valójában mégis hasonló következtetésre jut Kelecsényi László filmtörténész. A Filmbarátok Kiskönyvtára-sorozatban Karády Katalin címmel megjelent könyvében (1984) így fogalmaz: „a nőiesség ilyen erejű, más színésznőknél nem tapasztalt varázsa még a képzettség, vagy netán a tehetség hiányait is feledtette. Karády szexuális fenoménként tűnt föl.” Karády filmszínésznői pályáját áttekintve Kelecsényi megállapítja, hogy szinte minden filmjében ugyanaz a szerepséma ismétlődik: ő a magyar film „végzet asszonya”, aki bűnbe, romlásba, nemegyszer pusztulásba sodorja a rá szemet vető férfiakat.
Mindössze három filmjében tűnik föl más szerepkörben. Az Egy tál lencsében naivát alakít. A boldog időkben pedig egy deklasszálódott, külvárosi közegbe került úrinőt, akinek bele kell tanulnia a házimunkába, a nélkülözésbe – ezt a nőalakot Karády Kelecsényi szerint meglepően jól és hitelesen formálja meg. S Erzsébet királyné szerepében is kiléphetett a vamp skatulyájából. Módja nyílt sokkal bensőségesebb, meghittebb alakításra.
Kelecsényi nem titkolja, hogy nem tartja jó színésznőnek Karádyt. Szerinte teátrális, túlhangsúlyozott gesztusokkal, darabos testmozgással, legtöbbször az alkalomhoz nem illő hanghordozással játszott. Ugyanakkor kora médiumának tartja. Nagyjából olyan szerepet tulajdonít neki, mint a legendás aranycsapatnak az 1950-es évek elejének politikai légkörében. Kelecsényi azt is felismeri, hogy Karády „újrafelfedezéséhez”, az iránta megmutatkozó érdeklődéshez egy komoly politikai változás: „az elbizonytalanodó, válságtudattal sújtott, a szocialista értékrendet átrendező” 1970-es évek teremtették meg a feltételeket, amikor is a Horthy-rendszernek a korábbiaknál valamelyest árnyaltabb megközelítésére nyílt mód.
Karády Katalinról szóló könyvének átdolgozott kiadásában Kelecsényi nézőpontja még inkább megegyezik Király Jenőével abban a tekintetben, hogy Karádyval kapcsolatban nem a színésznői tehetség a főkérdés. Karády a „vágyak tükörképe”. Karády egy „szellemi termék, amely tartalmazza a korszak jellemző vonásait”. Általa „a nézők tömege ismert rá valamilyen élő hangulatra, sokakat foglalkoztató érzésekre, önmagára, vágyaira, ábrándjaira”.

## Emlékezete
2001-ben Bacsó Péter a Hamvadó cigarettavég… című filmben emlékezett meg róla.
A Kneszet 1953-as törvénye alapján a jeruzsálemi Jad Vasem Intézet a vészkorszak alatt tanúsított hősies, humanitárius tetteiért 2004 decemberében posztumusz a Világ Igaza kitüntetést adományozta Karády Katalinnak.
2011-ben Karády Katalin Múzeum nyílt Budapesten.
2012-ben a színházi világnap alkalmából postabélyeget bocsátottak ki emlékére.
Lajta Erika a 2012-ben Bordély az egész világ címmel megjelent kötetében Hiába menekülsz, hiába futsz címen egy elbeszélést szentelt annak, hogyan disszidált Karády Katalin 1951-ben az Államvédelmi Hatóság hallgatólagos beleegyezésével.
2014 őszén mutatták be Apáti Miklós róla szóló K und K című darabját a Békéscsabai Jókai Színházban. Ezzel a darabbal nyitották meg a XVII. Melpomena Tavrija Nemzetközi Színházi Fesztivált Ukrajnában 2015-ben a békéscsabai színház vendégszereplésével.
2020. december 29-én emléktáblát avattak New Yorkban a 2. sugárút és a 80. utca kereszteződésénél lévő lakásának udvarán. Az épület ettől kezdve a Katalin Karády Memorial Courtyard nevet vette fel. A domborművet Baráth Fábián szobrászművész készítette Karády Katalin születésének száztizedik, halálának harmincadik évfordulója alkalmából.
2023-ban életnagyságú viaszszobrot kapott Madame Tussaud budapesti panoptikumában.
Róla szól Toldy Csilla 2024-ben megjelent Kata című regénye.

## Színpadi szerepei
- Herczeg Ferenc: Tilla (saját visszaemlékezései szerint a Vígszínházban ennek az egyfelvonásosnak a címszerepével mutatkozott be Jób Dániel, a direktor előtt)[31]
- Fényes Szabolcs: Maya… Maya
- Kemény Egon: Fekete liliom… Zia grófkisasszony
- Maugham – Atkins Zoe: Az asszony és az ördög… Lady Elizabeth
- Bókay János: Első szerelem… Gabi
- Edward Sheldon: Románc… Rita
- Arcübasev: Féltékenység… Jelena
- Fényes Szabolcs: A királynő csókja… Izabella
- Jacobi Viktor: Sybill… Sybill
- Fendrik Ferenc: Vera és családja… Vera
- Ábrahám Pál: Bál a Savoyban… La Tangolita

## Filmjei
- 1939: Halálos tavasz
- 1940: Erzsébet királyné
- 1940: Hazajáró lélek
- 1941: Egy tál lencse
- 1941: Ne kérdezd, ki voltam
- 1941: Kísértés
- 1941: A szűz és a gödölye
- 1942: Szíriusz

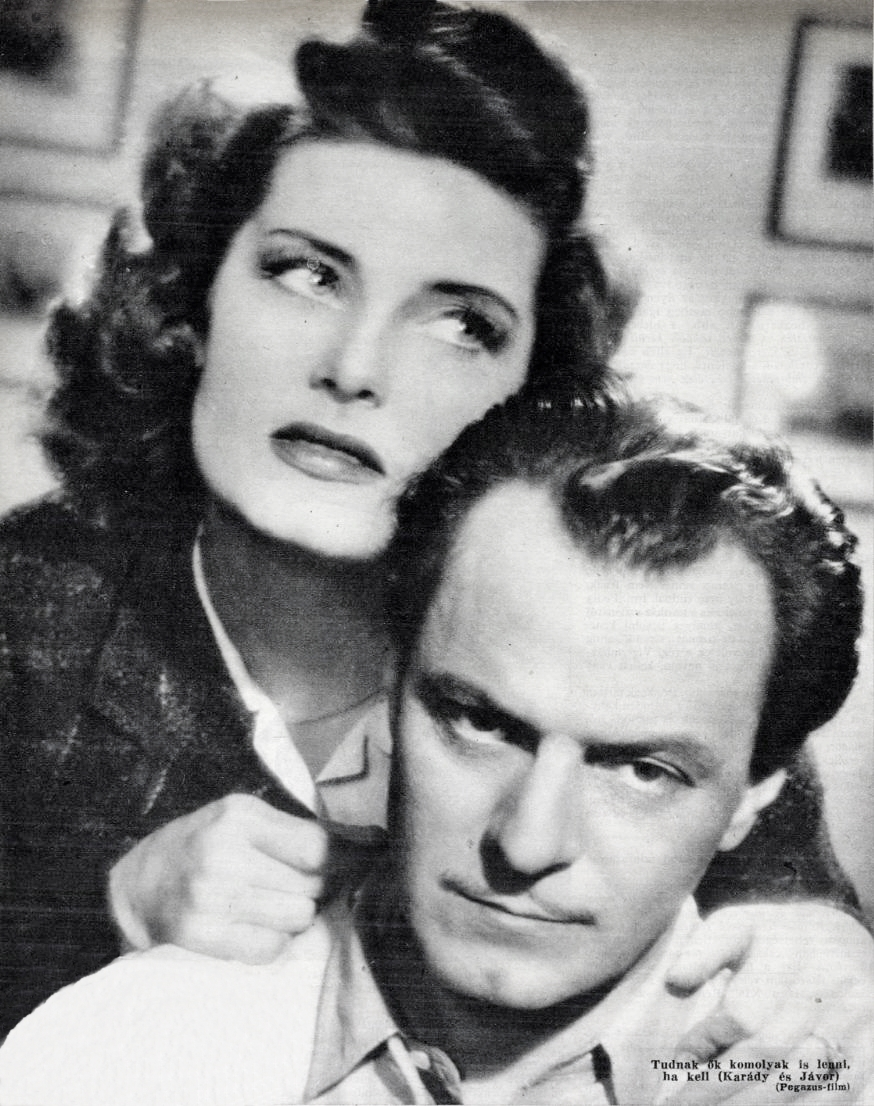
Karády Katalin és Jávor Pál az Egy tál lencse című filmben (1941)

- 1942: Tábori levelezőlap (rövid játékfilm)
- 1942: Halálos csók
- 1942: Csalódás
- 1942: Alkalom
- 1942: Valahol Oroszországban (rövid játékfilm)
- 1942: Külvárosi őrszoba
- 1942: Egy szív megáll
- 1942: Ópiumkeringő
- 1943: Makrancos hölgy
- 1943: Valamit visz a víz
- 1943: Szováthy Éva
- 1943: Boldog idők
- 1943–44: Machita
- 1944: Hangod elkísér (rövid játékfilm)
- 1947: Betlehemi királyok (rövid játékfilm)
- 1949: Forró mezők

## Jelentősebb, filmben énekelt dalai
| - Egy tál lencse: - Gyűlölöm a vadvirágos rétet - A szívemben titokban - Makrancos hölgy: - Jó, ha szól a rádió - Szerenád - Május éjszakán' | - Valamit visz a víz: - Szeretlek, mint… - Halálos tavasz: - Ez lett a veszted, mind a kettőnk veszte - Külvárosi őrszoba: - Nincs kegyelem - Kísértés: - Mindig az a perc… |

## Lemezei
- 1979 Karády Katalin (LP)
- 1982 Karády Katalin: Tudok egy dalt (LP)
- 1986 Karády Katalin: Te vagy a fény (LP)
- 1990 Karády Katalin: Nincs vége még (CD/MK)
- 2021 Kemény Egon: Ma éjjel CD (Válogatás az Országos Széchényi Könyvtár Kemény Egon-gramofonfelvételeiből 1927–1947) Szerenád Média Kft. www.kemenyegon.hu
- 1946 Kemény Egon – Halász Rudolf: Ma éjjel (tangó dal) Karády Katalin, Durium zenekar
- 1946 Kemény Egon – Halász Rudolf: Bocsánatot kérek (francia keringő) Karády Katalin, Durium zenekar

## Filmzene
- 1979 Szabadíts meg a gonosztól (elhangzik a „Tudom, hogy vársz”, a „Mindig az a perc” és a „Hamvadó cigarettavég” című felvétele)

## Archív filmfelvétel
- 1980 Bizalom (Énekhang)
- 1987 A Jávor

## Könyve
- Hogyan lettem színésznő; Wanner, Budapest, 1941 (Film Színház Irodalom. Tarka-barka könyvtár)
- Hogyan lettem színésznő? Vallomások; szöveggond. Furkó Zoltán, Szépirodalmi, Budapest, 1989 (Kentaur könyvek)

## A korszak más meghatározó előadói
- Rácz Vali
- Nagykovácsi Ilona
- Kalmár Pál
- Lantos Olivér
- Weygand Tibor